# 瓦拉瓦拉大學
瓦拉瓦拉大學（英語：Walla Walla University），是一所位於美國華盛頓州科利奇普萊斯、靠近瓦拉瓦拉的私立四年制基督復臨安息日會大學。在太平洋西北地區各處有五個校園。瓦拉瓦拉大學成立於1892年，與基督復臨安息日會有密切的關係。

## 歷史
1887年，威廉瓦倫皮史考特(1855年～1944年) 擔任第一位基督復臨安息日會的教育大臣。他注意到基督復臨安息日會的學校開的到處都是，但是沒有為了能長遠成功的計劃。於是決定鼓勵這些新成立的學校合併成較大間的、地緣區域性的學校，這樣的大間且有地緣區域性的學校較容易存活。1890年，威廉瓦倫皮史考特拜訪了太平洋西北地區內的三間復臨學校並要求他們合併。在克服了當地的反對聲浪後，這三間復臨學校合併成為一間新的學校。基督復臨安息日會的委員會捐贈了一塊佔地四十英畝靠近瓦拉瓦拉 (華盛頓州)的地給這所新的學校。這所新的學校取名叫瓦拉瓦拉學院(Walla Walla College)，在1892年12月7日成立。

## 排名
- 根據2024年的美國新聞與世界報導，瓦拉瓦拉大學為美國西部第一級大學，排名第54名；該校在全美國最有價值去讀的學校排名第32名[5]。
- 根據2024年富比士，瓦拉瓦拉大學排名第259名[6]。
- 根據2009年的美國普林斯頓評論的排名The Princeton Review （页面存档备份，存于），瓦拉瓦拉大學為美國西部最棒的121所大學之一[7]。

## 外部連結
- 瓦拉瓦拉大學官方網站 （页面存档备份，存于）

## 資料來源
1. ↑  Walla Walla University Facts
2. ↑  2025 American Council on Education
3. ↑  2025 The Institute of Education Sciences
4. ↑  整個章節來源自英文維基百科
5. ↑  .   [2024-06-27]. （原始内容存档于2024-06-27）.
6. ↑  .   [2024-06-27]. （原始内容存档于2024-06-27）.
7. ↑  普林斯頓評論 瓦拉瓦拉大學